# 大阳关帝庙
大阳关帝庙是一座清代古建筑，位于山西省晋城市泽州县大阳镇大阳三分街村。2013年1月大阳关帝庙公布为晋城市文物保护单位，编号3-86。